# Insulinde
Ne doit pas être confondu avec Nusantara (archipel), Malaisie ou Malésie.

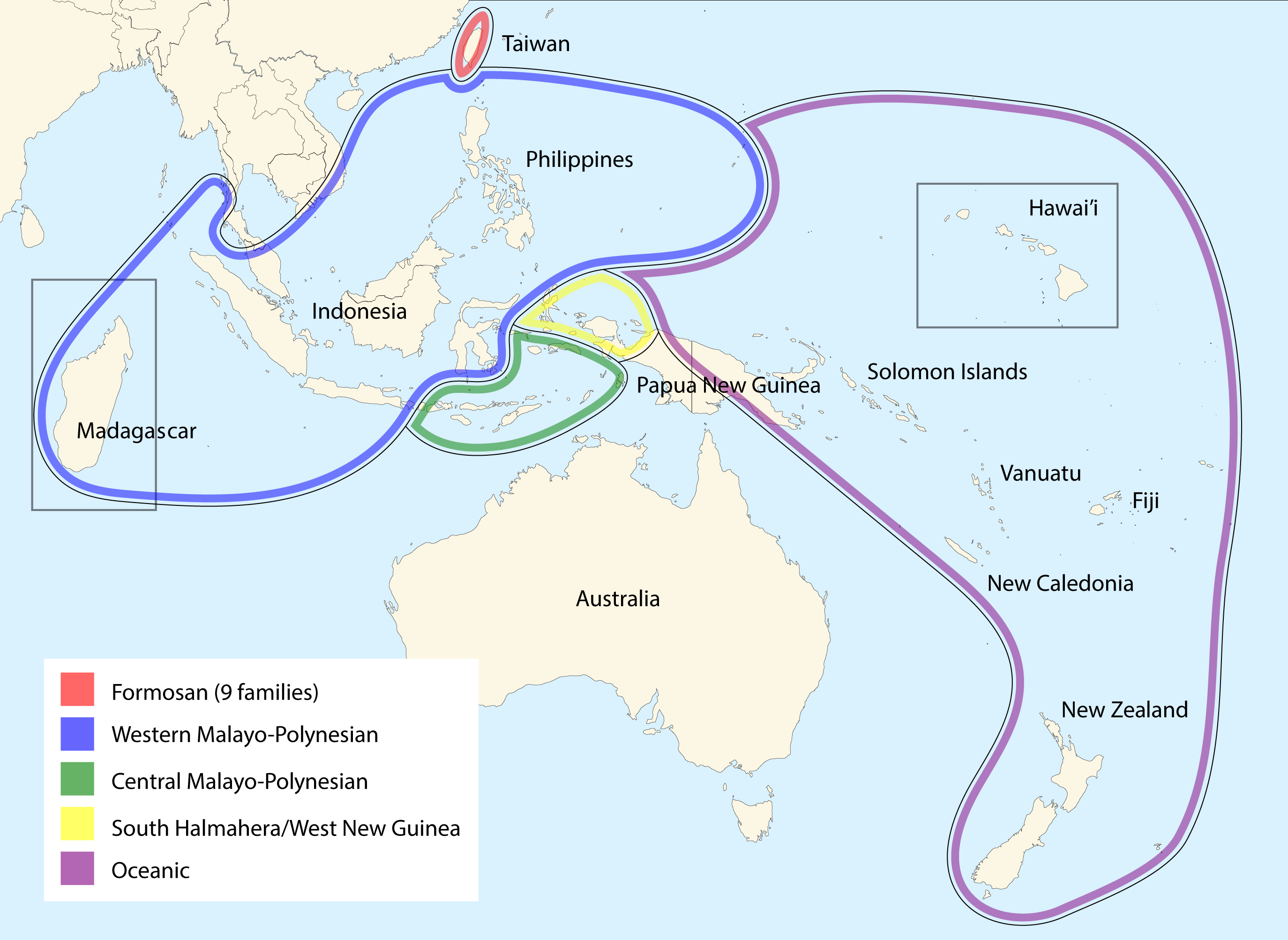
Répartition des langues austronésiennes.

Langages malayo-polynésiens en Insulinde.

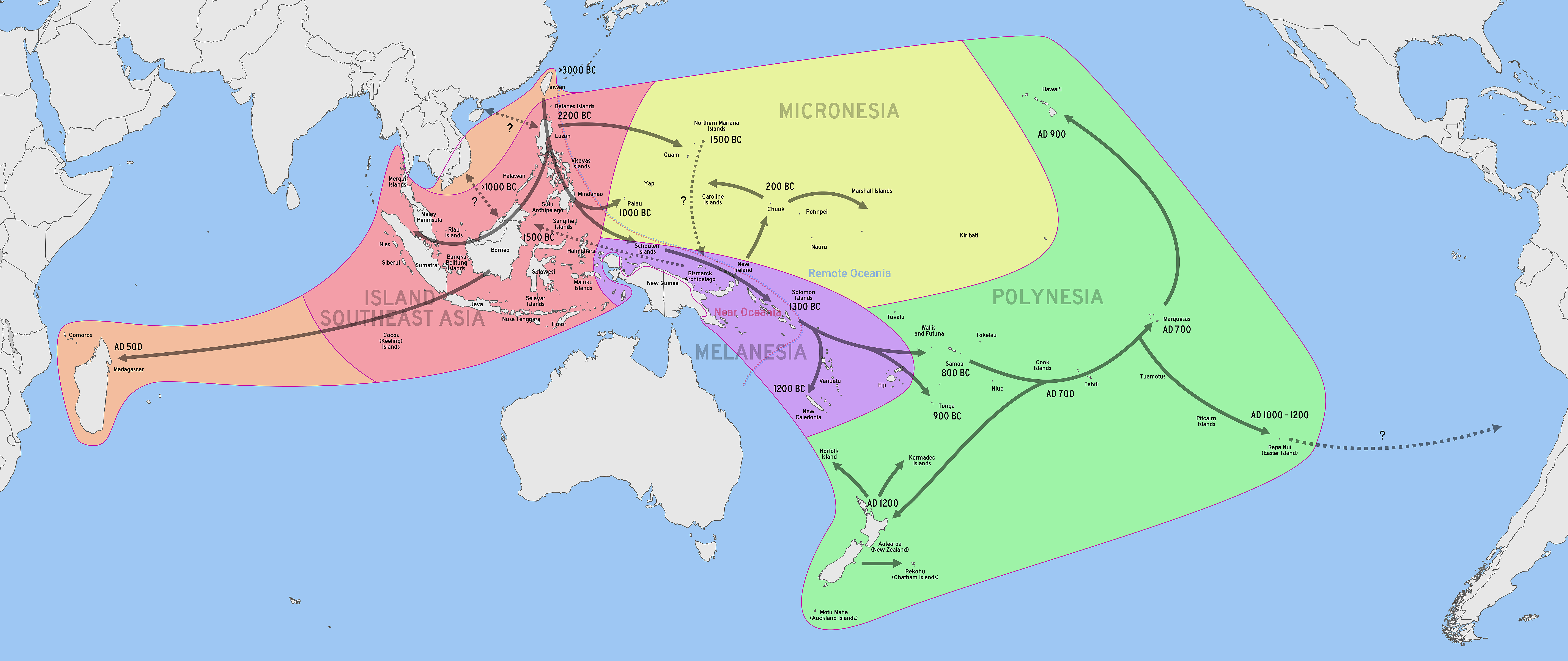
Chronologie de la dispersion austronésienne.

L'Insulinde ou Asie du Sud-Est insulaire, archipel malais, autrefois appelée Malaisie ou encore archipel indien, est un vaste archipel montagneux et volcanique s'étendant entre la péninsule indochinoise d'un côté et la Nouvelle-Guinée et l'Australie de l'autre.
Elle se développe entre les océans Indien (à l'ouest et au sud) et Pacifique (à l'est). 
L'Insulinde était jadis considérée comme l'une des quatre parties de l'Océanie, avec la Mélanésie, la Micronésie et la Polynésie. Aujourd'hui, on la rattache plus souvent à l'Asie, plus précisément à l'Asie du Sud-Est. Les îles indonésiennes furent jadis appelées « archipel des Indes orientales » et ce jusqu'à l'indépendance du pays, époque à laquelle elles furent réunies sous le nom d'Indonésie. Dans son document « Limites des mers et des océans »,  l'Organisation hydrographique internationale 
continue à nommer l'ensemble Indonésie-Malaisie « archipel des Indes orientales » avec toutefois entre parenthèses la mention « Indonésie ».
Culturellement, on parle d'Asie du Sud-Est « insulaire et péninsulaire » pour englober dans un même ensemble la péninsule Malaise et les archipels orientaux (Indonésie et Philippines).
C'est l'une des zones du monde les plus riches en biodiversité, mais aussi l'une de celles où les espèces sont les plus menacées, en raison de la déforestation, de la périurbanisation et de l'agriculture notamment. Au tournant du XXe siècle, des Néerlandais lancent l'expédition du Siboga pour des recherches zoologiques et hydrographiques dans cette zone.

## Découpage géopolitique

### Historique des subdivisions
Après l'avoir exploré à deux reprises, Jules Dumont d'Urville proposait, en 1831 à la Société de géographie (Paris), une nouvelle organisation du Pacifique en quatre parties :
- la Polynésie (« les nombreuses îles »),
- la Mélanésie (« les îles noires »),
- la Micronésie (« les petites îles ») et
- la Malaisie (« les îles des Malais ») ou Insulinde qui sera plus tard retirée du continent océanien

### L'Insulinde
Elle comprend les pays et territoires suivants :
- le territoire indien des îles Andaman-et-Nicobar ;
- l'Indonésie, à l'exception des îles Aru et de la Nouvelle-Guinée occidentale (parties de la Mélanésie) ;
- le Timor oriental ;
- le Brunei ;
- la Malaisie orientale (située sur l'île de Bornéo), soit les États de Sarawak et de Sabah auxquels s'ajoute le territoire fédéral de Labuan ;
- les Philippines.

## Éléments de description
Cet archipel compte ainsi deux millions de kilomètres carrés, ce qui en fait le plus vaste de la terre. 
On peut le diviser en six   ensembles :
- À l'ouest, les îles Andaman et Nicobar ;
- Au sud, l'arc malais regroupe les îles de la Sonde (Sumatra, Java, Bali, Lombok, Sumbawa, Florès, Sumba, Alor et Timor) ;
- Au centre, Bornéo et Célèbes ;
- Au nord-est, les Philippines avec Palawan, Luçon, Samar, Panay, Negros et Mindanao ;
- À l'est, les Moluques du Nord avec (du nord au sud) les îles Morotai, Halmahera et Bacan , avec le groupe Sula et le groupe Obi ; à l'est-sud-est les Moluques avec les groupes Buru et Seram, les îles Kei, l'archipel Tanimbar (dont Yamdena)، les îles Babar et les îles  Barat Daya (dont Wetar) pour les plus grandes terres.
- Au sud-est, l'archipel d'Aru appartient administrativement aux Moluques et donc à l'Indonésie,  mais sur le plan géologique il dépend de la plaque australienne et par conséquent se situe en Océanie proche. De plus, cet archipel est regroupé dans la Mélanésie, un des trois grands ensembles d'îles de l'océan Pacifique.

## Biodiversité
Cette région abrite quelques-unes des plus importantes zones de biodiversité au monde (avec l'Amazonie) quant au nombre d'espèces et de biomasse végétale. Les jungles de Java, Bornéo et Sumatra sont cependant en forte et rapide régression à cause de la déforestation et des incendies de forêts, au détriment également des populations autochtones.

## Climat
Le climat est tropico-équatorial et souvent très humide. 
Il tend à se modifier en raison du dérèglement climatique. La 2e étude conclut que le réchauffement anthropique a été la cause première des vagues de chaleur extrêmes (records historiques souvent) qui ont saisi une grande partie de l'Asie du Sud-Est en 2016 même si El Niño a doublé le risque de son occurrence. 
En Inde, la chaleur a tué au moins 580 personnes de mars à mai. La Thaïlande a enregistré son record de tous les temps : 44,6 °C le 28 avril 2016, accompagné d’un record de consommation d'énergie à cause de l'électricité nécessaire aux climatiseurs. Java, Bornéo et Sumatra, hot-spots de biodiversité, ont subi en partie une forte vague de chaleur.